# Церква В ім'я Всіх Святих при Донському архієрейському заміському будинку
Церква В ім'я Всіх Святих при Донському архієрейському заміському будинку (рос. Церковь Во имя Всех Святых при Донском архиерейском загородном доме) — церква Всіх Святих при Донському заміському архієрейському домі району Мале Мишкино міста Новочеркаська Ростовської області Росії.

## Історія
В кінці 60-х років XIX століття Іван Матвійович Платов, син Донського Отамана Матвія Івановича Платова, подарував призначеному Архіпастирю, Архієпископу Донському і Новочеркаського Платону свою фамільну заміську дачу в селищі Мишкино. На дачі був сад, будинок і господарські будівлі. З цього часу дача стала називатися архієрейської дачею. Раніше ця дача називалася на прізвище зятя Дмитра Григоровича Голіцина — Голицинской. Біля дачі була побудована кам'яна церква Різдва Пресвятої Богородиці.
Тут Архієпископ Платон вирішив влаштувати місце для відпочинку та молитов священнослужителів і ченців. Для цього на місці колишньої квіткової оранжереї Платових, неподалік від залізниці, де вже стояла красива Різдво-Богородицька церква, був створений храм В ім'я Всіх Святих. 8 вересня 1874 року відбулося освячення новозбудованого храму В ім'я Всіх Святих.
Храм мав свою архітектуру. Він знаходився в двоповерховому цегляному будинку. Храм був пофарбований він був у блакитний колір. В його середині, на узвишші висіли три дзвони, на даху знаходилися два позолочених хреста. Всередині будівля ділилася на дві частини, в одній частині був храм на 300 парафіян з притвором, ризницею, пономарней і коридором. Іконостас був прикрашений іконами з позолоченим різьбленням. В середині іконостасу над царськими вратами перебувала ікона Всіх Святих. У храмі знаходилися дари Архієпископа Платона — сребропозлащенный напрестольний хрест, такий же потир з усіма приналежностями; Вознесенського кафедрального собору — велике напрестольне євангеліє; Олександрівської церкви — мале євангеліє та ін.
Іншу половину будинку займали ченці. Тут на двох поверхах були влаштовані келії, поділені коридором на дві половини з внутрішніми сходами. Келії були невеликого розміру. Для ієромонахів були віддані дві кімнати, для послушників — по одній. У цьому ж будинку знаходилися церковні хори і бібліотека. Храм був влаштований силами Архієпископа Донського і Новочеркаського Платона на кошти парафіян.
Після жовтневого перевороту храм поступово руйнувався. У 1920-х на його місці був розміщений трудовий будинок. У 1960-х роках на місці трудового будинку звели нині діюча будівля психлікарні.